# Jerzy Topór-Kisielnicki
Jerzy Topór-Kisielnicki ps. „Topór” (ur. 1878, zm. 13 czerwca 1915 pod Rokitną) – porucznik kawalerii Legionów Polskich.

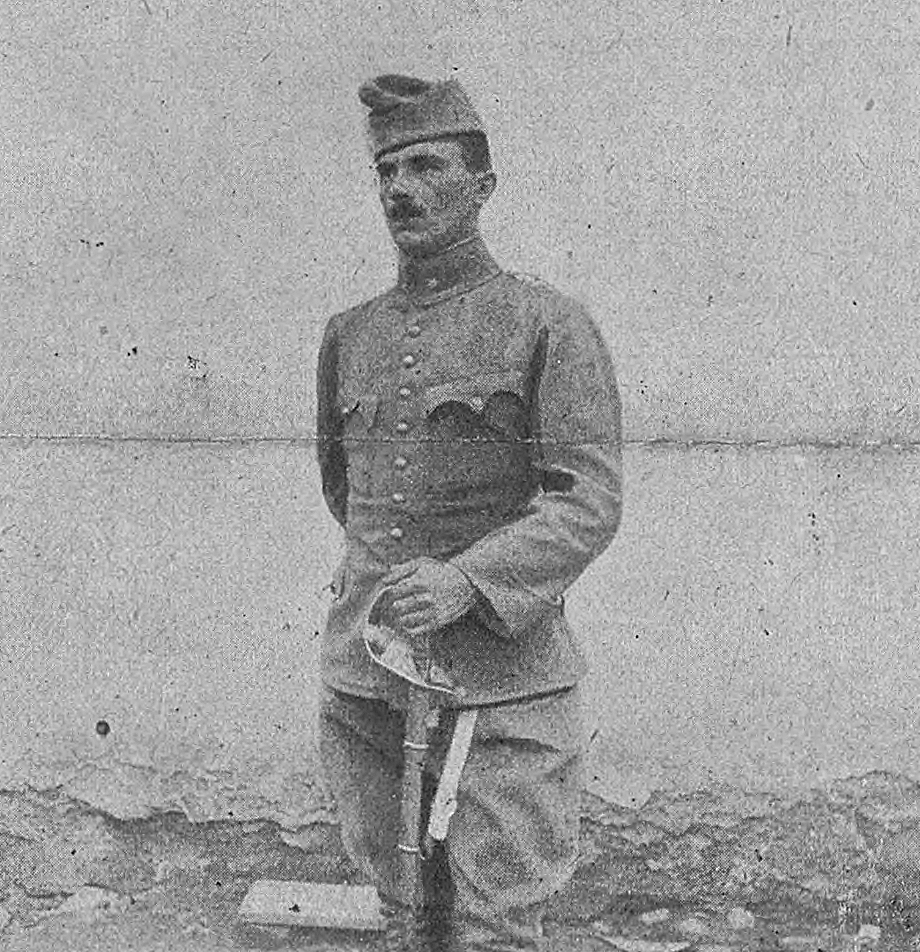
Ppor. Jerzy Topór-Kisielnicki

## Życiorys
Był synem Zygmunta, dziedzica Zielonej (1850–1896), i Julii Sonnenberg. Miał dwóch braci: Ryszarda i Włodzimierza. Żonaty z Emilią Dziakiewicz.
Absolwent Politechniki Lwowskiej, jako inżynier pracował przy budowie wodociągów i zbiorników wodnych, m.in. w Ameryce. Po powrocie do kraju wstąpił do oddziału Sokołów Konnych przy Gnieździe nr 3. Po mobilizacji, wraz z oddziałem, przybył 4 sierpnia 1914 roku do Krakowa. Brał udział w kampanii kieleckiej. Razem ze Zbigniewem Dunin-Wąsowiczem tworzył 2 szwadron ułanów, dowódca 3 plutonu w tym szwadronie. Za męstwo okazane 26 października w bitwie pod Cucyłowem otrzymał awans na podporucznika. Na początku 1915 roku objął dowództwo stacji etapowej, a następnie, po utworzeniu dywizjonu kawalerii II Brygady Legionów Polskich, komendę nad 2 szwadronem i awansował na porucznika kawalerii. Poległ 13 czerwca 1915 roku w czasie szarży pod Rokitną. Dwa dni później został pochowany.
13 lutego 1923 roku jego zwłoki zostały ekshumowane i złożone w kościele garnizonowym w Czerniowcach, a następnie przewiezione koleją do Krakowa i złożone w kaplicy 5 Szpitala Okręgowego przy ulicy Długiej. Ceremonia pogrzebowa rozpoczęła się o godz. 12.00 w niedzielę 25 lutego. Trumny, porucznika Topór-Kisielnickiego i jego 14. towarzyszy, zostały przewiezione na lawetach na Rynek Główny. Tam biskup Adam Stefan Sapieha pokropił trumny, a marszałek Józef Piłsudski złożył na nich krzyże Virtuti Militari. Następnie kondukt podążył na Cmentarz Rakowicki, gdzie trumny zostały złożone do grobów. Ceremonię zakończyła defilada oddziałów wojska, uczestniczących w pogrzebie, prowadzona przez generała broni Stanisława Szeptyckiego   .
W 1915 w Wiedniu został wybity medal upamiętniający szarżę pod Rokitną, zaprojektowany przez Jana Raszkę, na którego awersie widnieją popiersia poległych tam rtm. Zbigniewa Wąsowicza, por. Kisielnickiego i por. Włodka.

## Ordery i odznaczenia
- Krzyż Srebrny Orderu Wojskowego Virtuti Militari nr 5481 - 17 maja 1922 roku[8]
- Krzyż Niepodległości